# Townley Haas
Francis Townley Haas (Richmond (Virginia), 13 december 1996) is een Amerikaanse zwemmer. Hij vertegenwoordigde zijn vaderland op de Olympische Zomerspelen 2016 in Rio de Janeiro.

## Carrière
Op de 2016 US Olympic Trials in Omaha (Nebraska) kwalificeerde Haas zich, op de 200 meter vrije slag, voor de Olympische Zomerspelen 2016 in Rio de Janeiro. In Brazilië eindigde hij als vijfde op de 200 meter vrije slag. Op de 4x200 meter vrije slag werd hij samen met Conor Dwyer, Ryan Lochte en Michael Phelps olympisch kampioen.
Tijdens de wereldkampioenschappen zwemmen 2017 in Boedapest veroverde hij de zilveren medaille op de 200 meter vrije slag. Samen met Caeleb Dressel, Blake Pieroni en Nathan Adrian behaalde hij de wereldtitel op de 4x100 meter vrije slag, op de 4x200 meter vrije slag sleepte hij samen met Blake Pieroni, Jack Conger en Zane Grothe de bronzen medaille in de wacht. Samen met Ryan Murphy, Cody Miller en Tim Phillips zwom hij in de series van de 4x100 meter wisselslag, in de finale legden Matt Grevers, Kevin Cordes, Caeleb Dressel en Nathan Adrian beslag op de wereldtitel. Op de 4x100 meter vrije slag gemengd zwom hij samen met Blake Pieroni, Lia Neal en Kelsi Worrell in de series, in de finale veroverden Caeleb Dressel, Nathan Adrian, Mallory Comerford en Simone Manuel de wereldtitel. Voor zijn aandeel als seriezwemmer in beide estafettes ontving Haas twee gouden medailles. 
Op de Pan-Pacifische kampioenschappen zwemmen 2018 in Tokio behaalde de Amerikaan de gouden medaille op de 200 meter vrije slag, daarnaast eindigde hij als elfde op de 100 meter vrije slag en als twaalfde op de 200 meter vrije slag. Samen met Andrew Seliskar, Blake Pieroni en Zach Apple sleepte hij de gouden medaille in de wacht op de 4x200 meter vrije slag.
In Gwangju nam Haas deel aan de wereldkampioenschappen zwemmen 2019. Op dit toernooi werd hij uitgeschakeld in de halve finales van de 200 meter vrije slag. Op de 4x200 meter vrije slag legde hij samen met Andrew Seliskar, Blake Pieroni en Zach Apple beslag op de bronzen medaille. Samen met Blake Pieroni, Michael Chadwick en Zach Apple zwom hij in de series van de 4x100 meter vrije slag, in de finale veroverden Pieroni en Apple samen met Caeleb Dressel en Nathan Adrian de wereldtitel. Voor zijn inspanningen in de series werd Haas beloond met eveneens de gouden medaille.

## Internationale toernooien
| Jaar | Olympische Spelen                      | WK langebaan | WK kortebaan  | PanPacs                                                                         | Pan-Ams       |
| ---- | -------------------------------------- | --- | ------------- | ------------------------------------------------------------------------------- | ------------- |
| 2016 | 5e 200m vrije slag · 4x200m vrije slag | | geen deelname |                                                                                 |               |
| 2017 |                                        | 200m vrije slag · 4x100m vrije slag · 4x200m vrije slag · 4x100m wisselslag · Haas zwom enkel de series · 4x100m vrije slag gemengd · Haas zwom enkel de series |               |                                                                                 |               |
| 2018 |                                        | | geen deelname | 11e 100m vrije slag · 200m vrije slag · 12e 400m vrije slag · 4x200m vrije slag |               |
| 2019 |                                        | 13e 200m vrije slag · 4x100m vrije slag · Haas zwom enkel de series · 4x200m vrije slag                                                                         |               |                                                                                 | geen deelname |

## Persoonlijke records
Bijgewerkt tot en met 18 augustus 2020
Kortebaan
| Afstand         | Tijd    | Datum            | Plaats    |
| --------------- | ------- | ---------------- | --------- |
| 200m vrije slag | 1.40,49 | 22 november 2020 | Boedapest |
| 400m vrije slag | 3.39,51 | 5 november 2020  | Boedapest |

Langebaan
| Afstand         | Tijd    | Datum        | Plaats       |
| --------------- | ------- | ------------ | ------------ |
| 100m vrije slag | 48,20   | 27 juni 2017 | Indianapolis |
| 200m vrije slag | 1.45,03 | 28 juni 2017 | Indianapolis |
| 400m vrije slag | 3.45,04 | 26 juni 2016 | Omaha        |